# Glen Robinson
Glen Robinson (20 de setembro de 1914 — Los Angeles, 27 de março de 2002) é um especialista em efeitos visuais estadunidense. Venceu o Oscar de melhores efeitos visuais em três ocasiões consecutivas: por Earthquake, The Hindenburg e King Kong.